# Sogndal
Sogndal ist eine Kommune im norwegischen Fylke Vestland. Die Kommune hat 12.496 Einwohner (Stand: 1. Januar 2025). Verwaltungssitz ist die Ortschaft Hermansverk/Leikanger Im Jahr 2020 wurden die Kommunen Balestrand und Leikanger eingemeindet. 

## Geografie
Die Kommune Sogndal liegt in der Landschaft Sogn am nördlichen Ufer des Sognefjords. Sie umschließt dessen beiden nördlichen Fjordarme Fjærlandsfjord und Sogndalsfjord sowie deren Seitenarme. Die Kommune grenzt im Westen an die Kommunen Høyanger und Sunnfjord sowie im Nordosten an Luster. Vollständig im Sognefjord verlaufen im Süden die Grenzen zu Lærdal und Vik. Des Weiteren besteht im Sognefjord an einem Punkte eine Grenze zur Kommune Årdal.
Durch den Osten der Kommune fließt durch das Tal Sogndalsdalen die Sogndalselvi. Sie fließt in der Kommune aus dem Dalavatnet ab und mündet in der Ortschaft Sogndalsfjøra in den Sogndalsfjord. Die Gesamtfläche der Kommune beträgt 1.257,84 km², wobei Binnengewässer zusammen 28,67 km² ausmachen.
Das Terrain der Kommune ist von tiefen Tälern und Fjorden, die von hohen Bergen umgeben sind, geprägt. Viele der Berge in der Kommune erreichen Höhen von über 1000 moh. Die höchsten Berge befinden sich im Norden der Kommune, wo mit dem Supphellebreen und dem Bøyabreen auch zwei Ausläufer des Jostedalsbreens liegen. Er ist der größte Gletscher auf dem europäischen Festland. Die höchste Erhebung der Kommune Sogndal hat eine Höhe von 1741,81 moh.

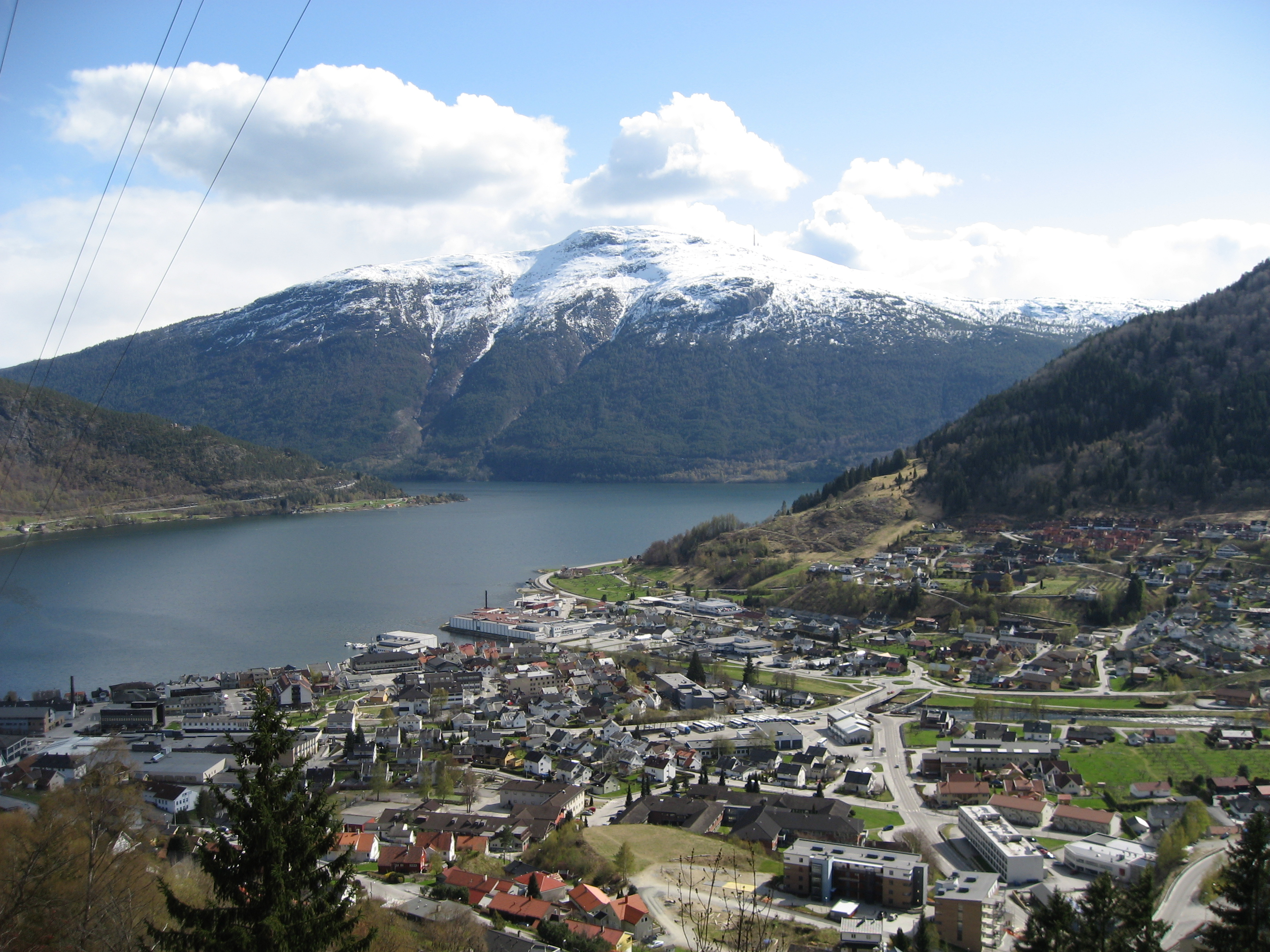
Sogndal
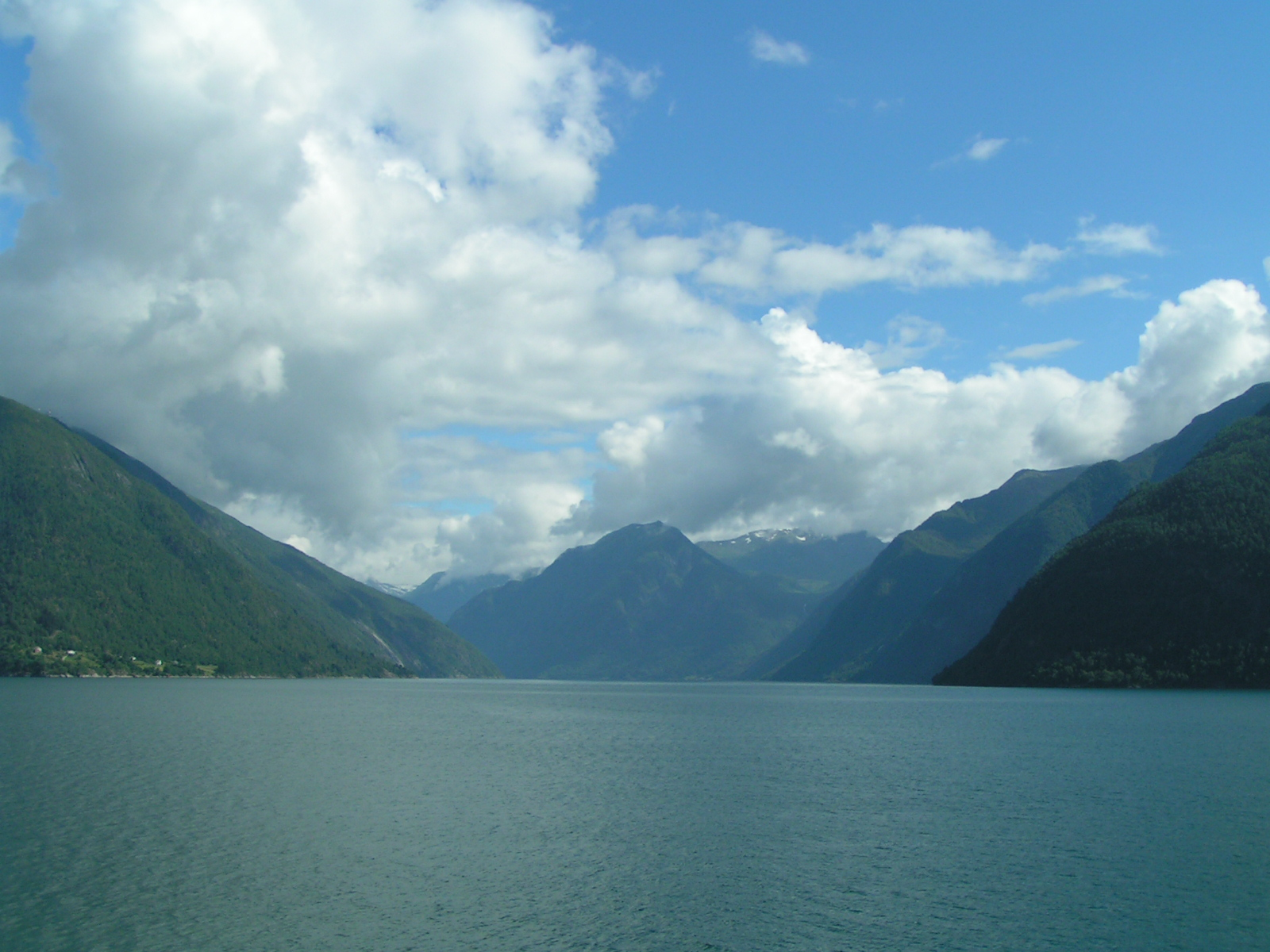
Fjærlandsfjord

## Einwohner
Die dichteste Besiedlung liegt um die Ortschaft Sogndalsfjøra an der Westseite des Sogndalsfjords vor. In der Kommune liegen mehrere sogenannte Tettsteder, also mehrere Ansiedlungen, die für statistische Zwecke als eine städtische Siedlung gewertet werden. Diese sind Balestrand mit 781, Hermansverk/Leikanger mit 2228, Sogndalsfjøra mit 4388, Kaupanger mit 1100 und Kjørnes mit 965 Einwohnern (Stand: 1. Januar 2024).
Die Einwohner der Kommune werden Sogndøl genannt. Offizielle Schriftsprache ist wie in vielen Kommunen in Vestland Nynorsk, die weniger weit verbreitete der beiden norwegischen Sprachformen.
| Jahr          | 1986   | 1990   | 1995   | 2000   | 2005   | 2010   | 2015   | 2020   | 2025   |
| ------------- | ------ | ------ | ------ | ------ | ------ | ------ | ------ | ------ | ------ |
| Einwohnerzahl | 10.462 | 10.689 | 10.320 | 10.362 | 10.434 | 10.561 | 11.257 | 11.847 | 12.496 |

## Geschichte

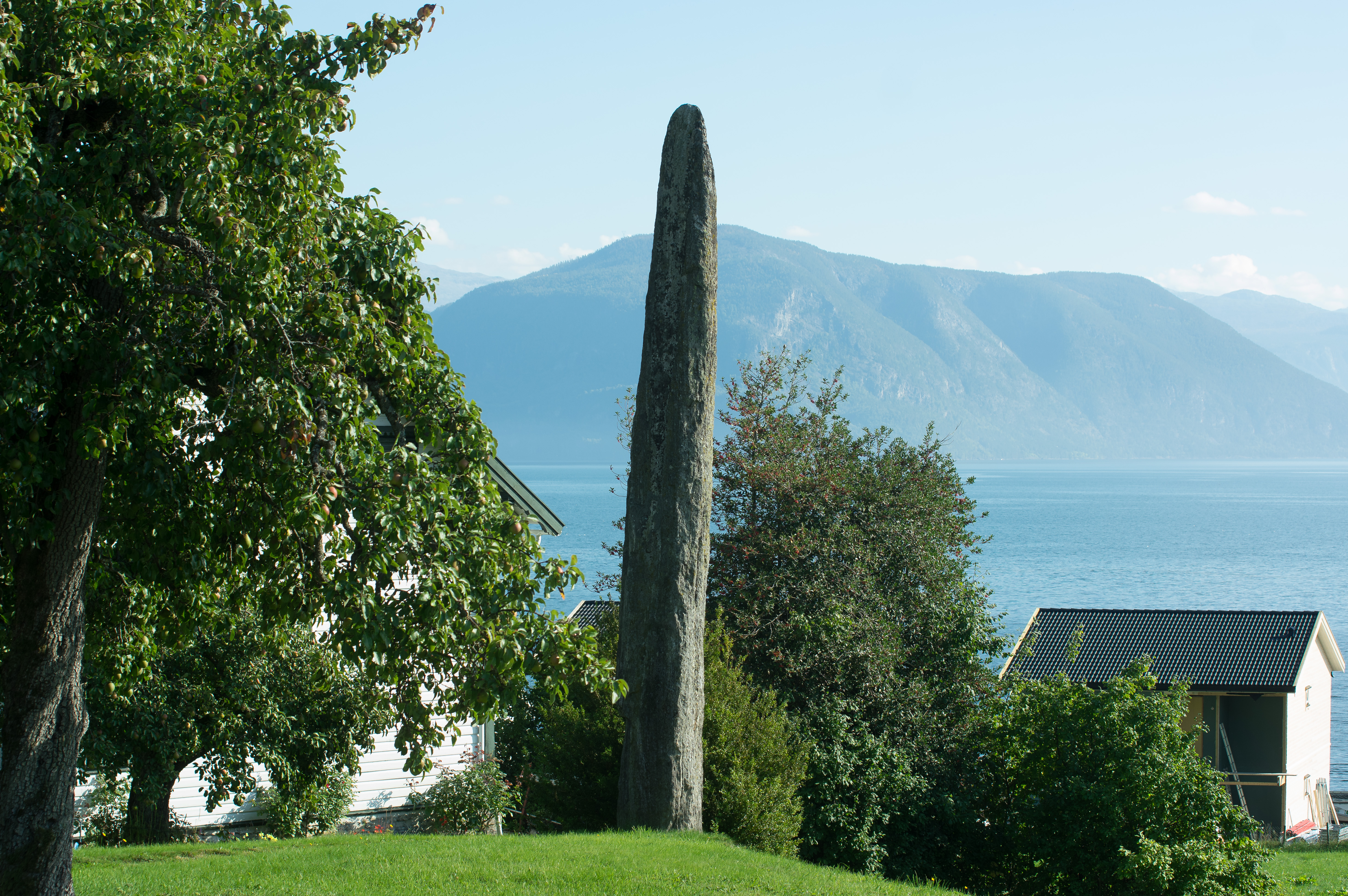
Der Balderstein

In der Kommune wurden zahlreiche archäologische Funde gemacht. Unter anderem befinden sich in Sogndal der Bautastein von Nybø und der Balderstein. Bei Balestrand befinden sich Hügelgräber aus dem Jahr 800. Am 15. Juni 1184 kämpften König Sverre Sigurdsson und König Magnus Erlingsson bei Slinde in der Schlacht bei Fimreite um die Vorherrschaft. König Magnus und viele Gefolgsmänner fielen. Kaupanger entwickelte sich im Mittelalter zu einem bedeutenden Marktplatz.
Zum 1. Januar 2020 wurden im Rahmen der landesweiten Kommunalreform die beiden Kommunen Balestrand und Leikanger eingemeindet. Damit wuchs die Kommune, die bis dahin hauptsächlich das Areal am Sogndalsfjorden umfasste, in den Westen. Bis zum 31. Dezember 2019 gehörte Sogndal zudem dem damaligen Fylke Sogn og Fjordane an. Dieses ging im Zuge der Regionalreform in Norwegen in das zum 1. Januar 2020 neu geschaffene Fylke Vestland über.

## Wirtschaft und Infrastruktur

### Verkehr
In der Ortschaft Sogndalsfjøra treffen der Riksvei 5 und der Riksvei 13 aufeinander. Der Riksvei 13 verläuft entlang des Sognefjords in den Westen und führt unter anderem nach Leikanger und Hermansverk. Der Riksvei 5 führt von Sogndalsfjøra Richtung Nordwesten durch das Sogndalsdalen, durch den Frudalstunnel und durch den Fjærlandstunnel weiter in die Nachbarkommune Sunnfjord. Richtung Südosten verlässt der Riksvei die Kommune über eine Fährverbindung über den Sognefjord.
Südwestlich der Ortschaft Kaupanger befindet sich der Flughafen Sogndal. Er ist über den Fylkesvei 424 erreichbar. In der Kommune befindet sich kein Bahnhof. Es existieren jedoch von Vy betriebene Fernbusverbindungen nach Oslo und Bergen mit mehreren täglichen Abfahrten.

### Wirtschaft

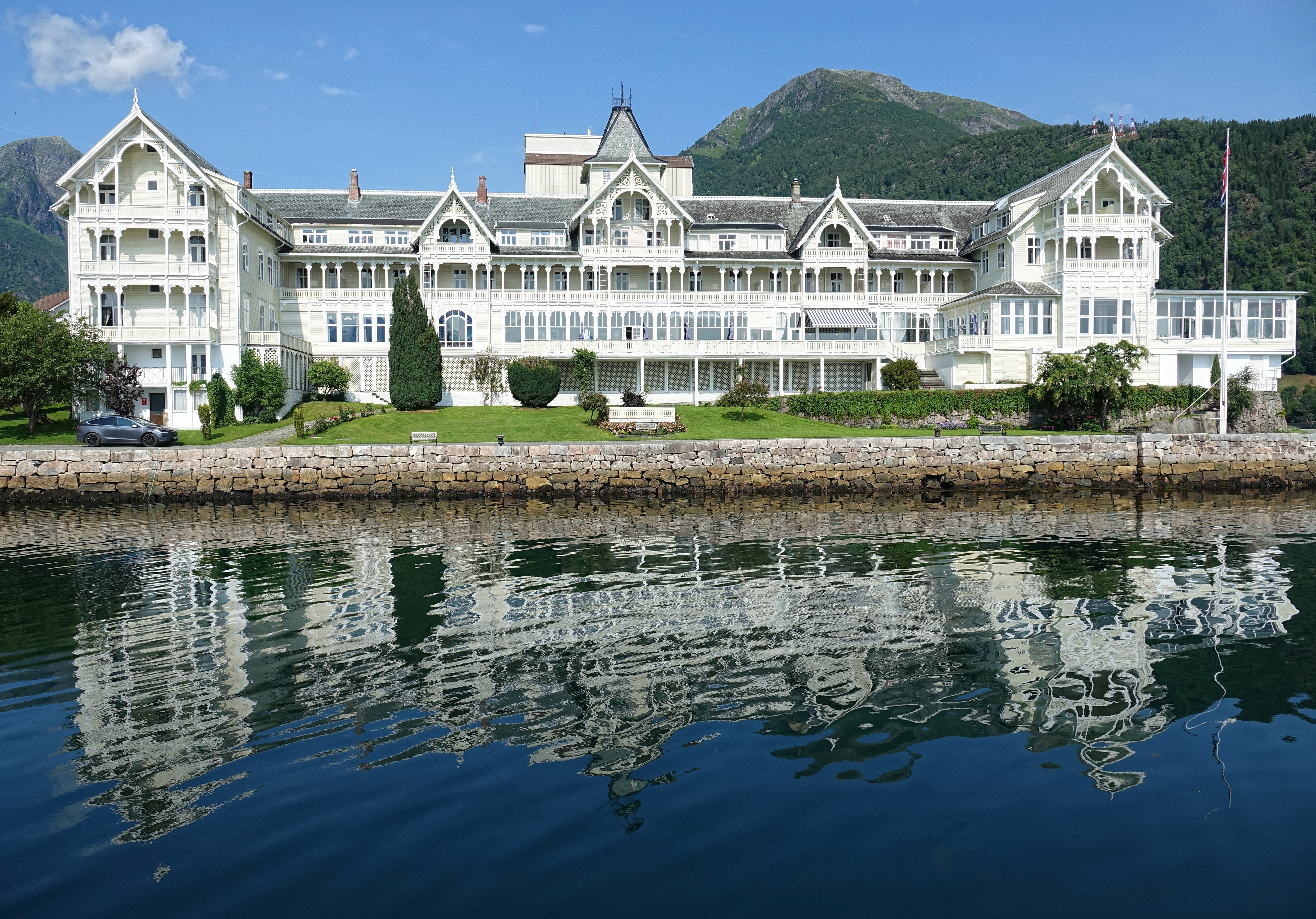
Kviknes Hotell in Balestrand

In Bereich der Landwirtschaft ist in der Kommune die Haltung von Rindern und Schafen sowie in geringerem Grade von Ziegen verbreitet. Des Weiteren spielt der Anbau von Obst und Beeren  in Sogndal eine größere Rolle. Die Industrie beschränkt sich hauptsächlich auf die Lebensmittelindustrie. Vor allem in Balestrand ist zudem der Tourismus von größerer Bedeutung für die lokale Wirtschaft. Der Tourismus entwickelte sich bereits in der zweiten Hälfte des 19. Jahrhunderts. Unter anderem übernachtete in Balestrand Kaiser Wilhelm II. und es entwickelte sich dort mit der Zeit ein Künstlermilieu.
In der Kommune befinden sich mehrere Wasserkraftwerke. Das Kraftwerk Årøy ist seit 1983 in Betrieb und hatte zwischen 1991 und 2020 eine mittlere Jahresproduktion von rund 333 GWh. Die Fallhöhe beträgt rund 147 Meter. Sechs Jahre später wurde das Kraftwerk Mel mit einer ausgenutzten Fallhöhe von 810 Metern in Betrieb genommen. Es hatte zwischen 1991 und 2020 eine mittlere Jahresproduktion von 206 GWh. Das drittgrößte Wasserkraftwerk der Kommune ist das Kraftwerk Leikanger mit einer mittleren Jahresproduktion von rund 201 GWh. Es wurde 2020 in Betrieb genommen und nutzt eine Fallhöhe von 595 Metern aus.
Im Jahr 2021 arbeiteten von rund 6391 Arbeitstätigen etwa 5260 in Sogndal selbst. Über 200 Personen pendelten in die Nachbarkommune Luster und jeweils über 100 Personen in die Kommunen Bergen und Sunnfjord. Zugleich pendelten über 600 Personen von Luster nach Sogndal.

## Bildung, Kultur und Sehenswürdigkeiten

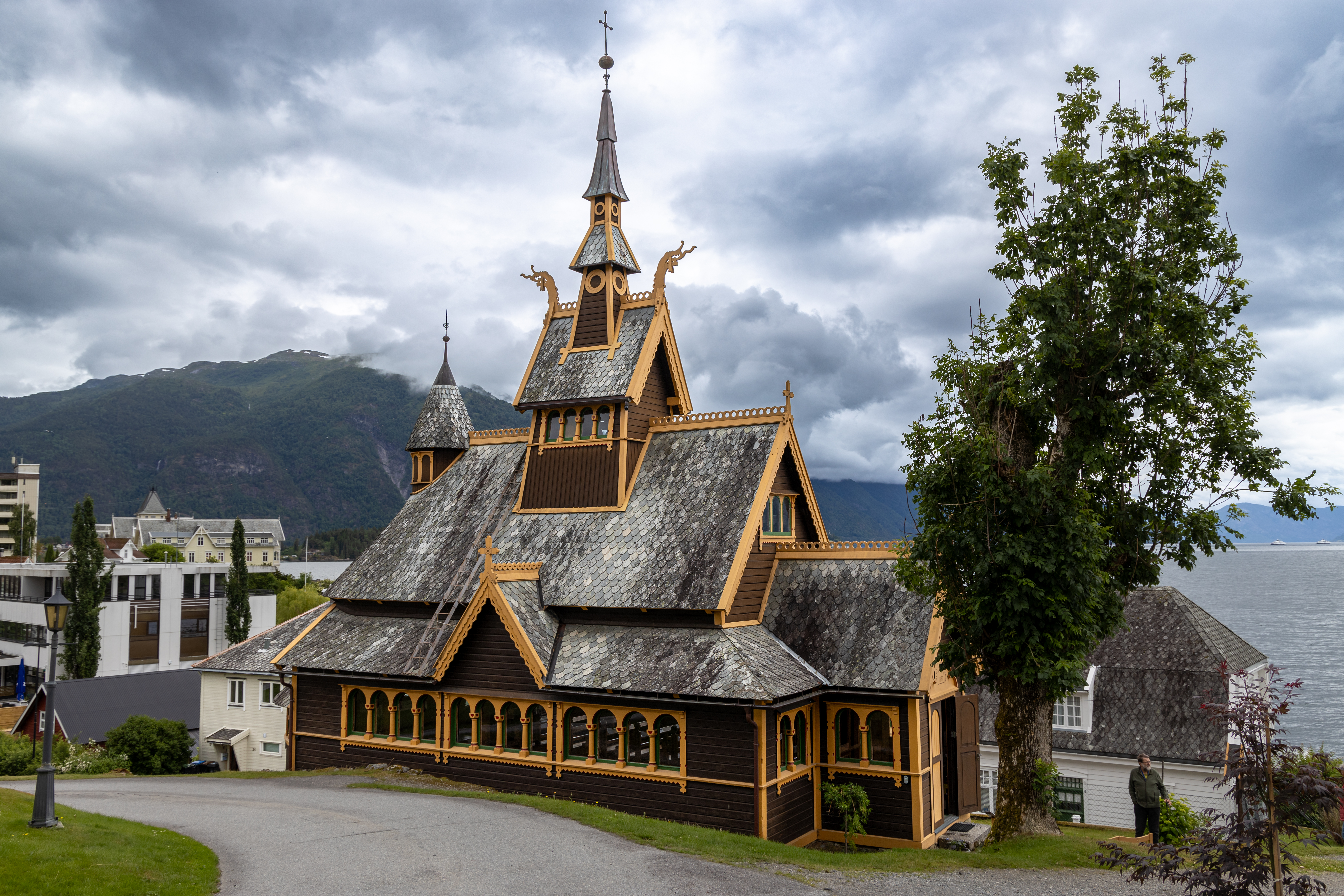
Sankt-Olav-Kirche in Balestrand

In der Kommune befinden sich mehrere Kirchen. Im 12. Jahrhundert wurde die Stabkirche Kaupanger errichtet, nachdem die Vorgängerkirche im Jahr 1130 abbrannte. Sie gehört zu den am besten bewahrten Stabkirchen des Landes. Um das Jahr 1250 wurde die Leikanger kyrkje erbaut. Die Kvamsøy kyrkje ist ebenfalls eine Kirche aus dem 13. Jahrhundert. In Balestrand befindet sich die Sankt-Olav-Kirche, auch „englische Kirche“ genannt, aus dem Jahr 1897. In der Kirche predigten in der Sommerzeit meist anglikanische Pfarrer aus England, die im Gegenzug kostenlos im Kviknes hotell übernachten durften.
Des Weiteren befinden sich mehrere Museen in Sogndal. De Heibergske Samlinger sind ein Heimat- und Bootsmuseum. Das Norsk Bremuseum ist ein Gletschermuseum. In Balestrand befindet sich das Norwegische Reise- und Tourismusmuseum. Fjærland ist seit dem Jahr 1996 eine Bücherstadt (bokbyen).
Die Hochschule Westnorwegen (Høgskulen på Vestlandet) hat einen Campus in Sogndal.

## Name und Wappen
Das seit 2020 offizielle Wappen der Kommune soll einen Fjord darstellen. Sogndal wurde im 14. Jahrhundert in den Schreibweisen i Soknardall, Sóknadalr kongesogene, i Soknardall, i Soghnardall und i Soghnadall erwähnt. Der Name setzt sich aus dem früheren Flussnamen *Sókn und -dal (deutsch: -tal) zusammen.

## Persönlichkeiten
- Jens Aarestrup (1827–1893), Klavierbauer und Politiker
- Ludvig Munthe (1841–1896), Maler
- Tønnes Frøyland (1879–1914), Missionar
- Harald Ulrik Sverdrup (1888–1957), Ozeanograph
- Liv Signe Navarsete (* 1958), Politikerin, Mitglied des Storting
- Eirik Bakke (* 1977), Fußballspieler und -trainer
- Terje „Valfar“ Bakken (1978–2004), Gründer der Band Windir
- Eva Weel Skram (* 1985), Sängerin
- Tone Damli (* 1988), Sängerin
- Kjartan Lauritzen (* 1995), Sänger
- Thea Bjelde (* 2000), Fußballspielerin